# Бахрам I
Вахран I (Wahrām, Varahran) е четвърти владетел от Сасанидската династия на Персия. Управлява през 273 – 276 г.

## Произход и управление
Син е на Шапур I и наследява брат си Хормазд I.
Вахран I обявява манихейството за ерес, убива пророка Мани и започва гонения на последователите му, решително налагайки Зороастризъм като държавна религия на Персия.
През 273 г. Вахран I подновява мира с Римската империя, но две години по-късно император Аврелиан обявява война на Сасанидска Персия, възнамерявайки да поведе поход в Месопотамия. Това не се случва поради убийството на императора от приближените му (275 г.).
Вахран I умира през 276 г. и е наследен от неговия син Вахран II.